# Szewieliszki
Szewieliszki (biał. Шавялішкі; ros. Шевелишки) – wieś na Białorusi, w obwodzie witebskim, w rejonie brasławskim, w sielsowiecie Mieżany.

## Historia
W czasach zaborów w gminie Brasław, w powiecie nowoaleksandrowskim, w guberni wileńskiej Imperium Rosyjskiego. 
W latach 1921–1939 wieś leżała w Polsce, w województwie nowogródzkim (od 1926 w województwie wileńskim), w powiecie brasławskim), w gminie Brasław. 
Według Powszechnego Spisu Ludności z 1921 roku zamieszkiwało wieś 66 osób, 63 było wyznania rzymskokatolickiego a 3 staroobrzędowego. Jednocześnie wszyscy mieszkańcy zadeklarowali polską przynależność narodową. Było tu 14 budynków mieszkalnych. W 1931 w 15 domach zamieszkiwało 79 osób. 
Miejscowość należała do parafii rzymskokatolickiej w Brasławiu. Podlegała pod Sąd Grodzki w Brasławiu i Okręgowy w Wilnie; właściwy urząd pocztowy mieścił się w Brasławiu.